# Los tres tipos de legitimidad
Los tres tipos de legitimidad (Die drei reinen Typen der legitimen Herrschaft) es un ensayo escrito por Max Weber, un economista alemán y sociólogo, explicando su Clasificación tripartita de la autoridad. Publicado originalmente en la revista  Preussische Jahrbücher  187, 1-2, 1922, una traducción en inglés, traducida por Hans Gerth, fue publicada en el revista Berkeley Publications in Society and Institutions 4 (1): 1-11, 1958. Weber también se refiere a los tres tipos de reglas legítimas en su famoso ensayo "La política como vocación".

Las ideas de Weber sobre el gobierno legítimo también aparecen en sus  Conceptos básicos en sociología y La teoría de la organización social y económica.

La traducción de la palabra alemana Herrschaft está en el corazón de la comprensión del punto de Weber sobre la legitimidad política. La traducción "Regla" fue empleada en la traducción del ensayo de 1958 por el traductor clave de Weber Hans Gerth, y está en el título del ensayo como se traduce aquí. Otros traductores de Weber, incluidos Alexander M. Henderson y Talcott Parsons, tradujeron Herrschaft como "autoridad". Los traductores de Weber Tony Waters y Dagmar Waters discuten las dificultades de traducir Herrschaft también, típicamente usando "dominio" y "dominación" además del Herrschaft alemán original.
Según Weber, las creencias en la legitimidad de un sistema político van más allá de la filosofía y contribuyen directamente a la estabilidad del sistema estatal y la autoridad. Todos los gobernantes tienen una explicación para su superioridad, una explicación que es comúnmente aceptada pero que durante una crisis puede ser cuestionada. Weber ve solo tres categorías de estrategias de legitimación (que él llama "Tipo ideal") utilizadas para justificar el derecho de los gobernantes a gobernar:
- Autoridad racional-legal se basa en un sistema de reglas que se aplica administrativa y judicialmente de acuerdo con principios conocidos. Las personas que administran esas reglas son nombradas o elegidas mediante procedimientos legales. Los superiores también están sujetos a reglas que limitan sus poderes, separan su vida privada de los deberes oficiales y requieren documentación escrita.[3]
- Autoridad tradicional se basa en un sistema en el que la autoridad es legítima porque "siempre ha existido". Las personas en el poder suelen disfrutarlo porque lo han heredado. Los funcionarios consisten en criados personales (en un régimen patrimonial) o de aliados leales personales, como vasallos o señores tributarios (en un régimen feudal). Sus prerrogativas suelen ser similares a las del gobernante por encima de ellos, simplemente reducidas en escala, y a menudo también se seleccionan en función de la herencia.[4]
- Autoridad carismática se basa en el carisma del líder, que demuestra que posee el derecho a liderar en virtud de poderes mágicos, profecías, heroísmo, etc. Sus seguidores respetan su derecho a liderar debido a sus cualidades únicas (su carisma), no por tradición o reglas legales. Los funcionarios son aquellos que han mostrado devoción personal por el gobernante y aquellos que poseen su propio carisma..[4]

Los tipos de autoridad cambian con el tiempo, cuando los gobernados ya no están satisfechos con el sistema. Por ejemplo, tras la muerte de un líder carismático sus seguidores, si carecen del carisma de su antecesor, intentarán instituir un sistema basado en la tradición o la ley. Por otro lado, estos sistemas pueden verse desafiados por la aparición de un nuevo líder carismático, especialmente durante las crisis económicas o militares.
Estos tipos puros casi siempre se encuentran en combinación con otros tipo puro por ejemplo, carisma familiar (importante en la realeza y el sistema de castas indio) es una combinación de elementos carismáticos y tradicionales, mientras carisma institucional Archivado el 21 de abril de 2019 en Wayback Machine. (existente en todas las organizaciones de la iglesia, pero ausente de un sacerdocio que no logra desarrollar tal organización) es una mezcla de elementos carismáticos y legales.